# Hutubi

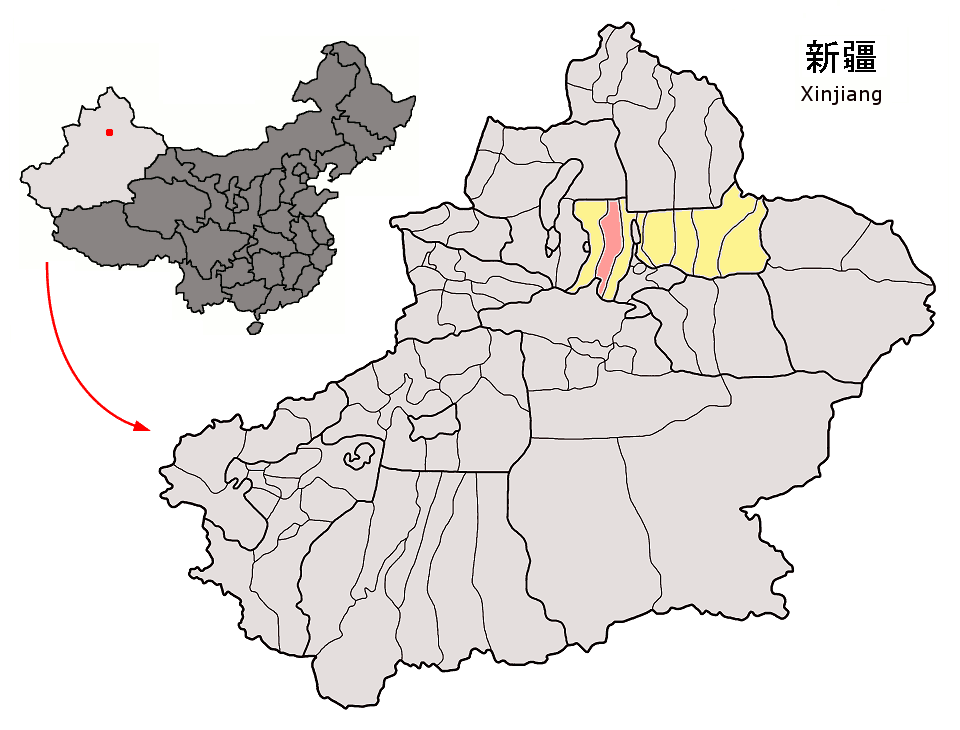
Lage des Kreises Hutubi (rosa) im Autonomen Bezirk Changji (gelb)

Der Kreis Hutubi (chinesisch 呼图壁县, Pinyin Hūtúbì Xiàn, uigurisch قۇتۇبى ناھىيىسى Ⱪutubi Naⱨiyisi) ist ein Kreis des Autonomen Bezirks Changji der Hui im mittleren Norden des Uigurischen Autonomen Gebietes Xinjiang in der Volksrepublik China. Er hat eine Fläche von 9.518,45 km² und zählt 210.201 Einwohner (Stand: Zensus 2010). Sein Hauptort ist die Großgemeinde Hutubi  (呼图壁镇).